# Ragyogás (film, 1980)
A Ragyogás (The Shining) 1980-ban bemutatott színes, brit-amerikai horrorfilm. Stanley Kubrick alkotása magyar nyelven (felirattal) is megjelent, Stephen King A ragyogás című bestsellerje alapján készült, ám a szerző egyáltalán nem volt elégedett vele: szerinte Kubrick filmje olyan, mint egy csillogó luxuskocsi, motor nélkül. A forgatás közel 1 évig tartott, 1978 májusától 1979 áprilisáig, és újabb 1 év telt el, mire a bemutatható változat a mozikba került. Kubrick e filmjében használta először az új technikának számító Steadicamet, amely addig megvalósíthatatlannak hitt kameramozgásokat tett lehetővé. A bemutató után a rendező közel félórányi anyagot vágott ki a filmből, és a rövidített változat került nemzetközi forgalmazásba. A Ragyogás kritikai fogadtatása vegyes volt: akadtak olyan kritikusok, akik mesterműként méltatták, de azok voltak többségben, akik inkább fanyalogtak. A magyar mozikba nem jutott el a film, mivel állítólag maga Kubrick tiltotta meg, hogy műveit a szocialista országok számára eladják. Az 1980-as évek végén, amikor hazánkban is elindult a videoforgalmazás, az Intervideo VHS-en jelentette meg a Ragyogást, feliratosan, kizárólag kölcsönzésre. A film azonban rövid időn belül eltűnt a magyar tékákból, állítólag Kubrick akkor még érvényben lévő tilalma miatt vonták vissza. Az új évezred elején, a rendező halála után Magyarországon is legálisan megjelentek a művész leghíresebb filmjei DVD-n, köztük a Ragyogás is.
Később a Duna Televízió levetítette 2018. július 29-én, feliratosan.
Magyar szinkronnal a bővített változatot az HBO Max mutatta be 2022-ben, ezáltal 42 év telt el az amerikai bemutató és a magyar szinkron elkészítése között.

## A cselekmény
Jack Torrance elvállalja a Szépkilátás Hotel gondnoki teendőit a téli hónapokra, amikor a hegyi szálloda a zord időjárás miatt majdnem fél évre teljesen kiürül. Új munkaadója kötelességének tartja, hogy a több hónapos magány veszélyeire figyelmeztesse Jacket: az előző gondnok ugyanis fejszével kiirtotta a családját. Torrance azonban megnyugtatja, hogy neki kifejezetten kapóra jön a magány, mivel új regényén szeretne dolgozni. A hotelbe vele megy felesége, Wendy és közös gyermekük, Danny is. A kisfiú különös gyerek: időnként furcsa hangon szólal meg, és azt állítja, olyankor a szájában lakó, Tony nevű gyerekkel beszélget. Tony nem örül annak, hogy a Szépkilátás Hotelbe mennek, de nem hajlandó elárulni idegenkedése okát. Danny szeme előtt váratlanul megjelenik a szálloda előcsarnokának képe, amint a lift irányából óriási vérfolyam zúdul végig rajta. A Torrance család a zárás utolsó napján érkezik a hotelbe. Az igazgató mindent megmutat a házaspárnak, közben pedig a néger szakács, Hallorann Dannyvel kezd beszélgetni. Felfigyelt ugyanis a kisfiú különleges képességére, mellyel egyébként ő maga is rendelkezik: Hallorann „ragyogás”-nak hívja azt a képességet, hogy szavak nélkül tud kommunikálni másokkal, ahogyan Danny is. A kisfiú azt mondja, hogy Tony megtiltotta neki, hogy különleges képességéről bárkinek is beszéljen. A néger szakács elmondja, hogy a „ragyogók” képesek látni a múltban történt vagy a jövőben bekövetkező eseményeket. Danny megkérdezi, mi történt a 237-es szobában. Hallorann azt feleli, hogy semmi, de megtiltja, hogy Danny bemenjen oda.

Jack és Danny (Jack Nicholson és Danny Lloyd)

Eltelik egy hónap. Egyik este Danny a szállodafolyosón robog végig a háromkerekűjével. Megáll a 237-es szoba előtt. A kilincs után nyúl, de az ajtó nem nyílik. Maga előtt lát két kislányt, az előző gondnok gyerekeit. Ezalatt Wendy megjelenik a hallban, ahol Jack dolgozik. A férfi munkája iránt érdeklődik. Jack egyre ingerültebb, és azt állítja, hogy felesége zavarja a munkában. Ráparancsol az asszonyra, hogy a továbbiakban sose jöjjön oda hozzá, különösen akkor nem, ha az írógép hangját is hallja. Az időjárás egyre rosszabbra fordul, kint hóvihar dúl. Wendy egy szombati napon rádión felhívja a központot, ahonnan azt tanácsolják neki, hogy a biztonság kedvéért hagyja állandóan bekapcsolva a készüléket. Danny játék közben újra meglátja a folyosón a két fehér ruhás kislányt, de látja a véres holttesteiket is. Hétfőn a kisfiú bemegy szülei szobájába egy játékért. Beszélgetni kezd az apjával. Jack fáradtnak mondja magát, ugyanakkor nem tud elaludni. Danny azt kérdezi, hogy az apja ugye nem fogja bántani őt és az anyját. Jack arra gyanakszik, hogy a felesége beszélte tele ilyesmivel a fiú fejét, mindenesetre megígéri, hogy sose fog hozzájuk nyúlni. Szerdán Danny nyitva találja a 237-es szobát. Azt hiszi, az anyja van odabent, és bemegy. Wendy azonban éppen a pincében van, ahol furcsa hangokat hall. Jack üvöltözik álmában. Az asszony hozzárohan, a férfi felébred. Torrance azt mondja, rémálma volt, melyben megölte Wendyt és Dannyt. Attól fél, hogy meg fog őrülni. Ekkor megjelenik Danny. A kisfiú nyakán lila foltok vannak. Wendy azzal vádolja Jacket, hogy ő okozta ezeket a sérüléseket, a zavarodott férfi azonban képtelen szavakkal tiltakozni a vádak ellen. A bár felé veszi az irányt, és azt dünnyögi, hogy a lelkét is eladná egy pohár italért. Mire felnéz, a pult másik oldalán Lloyd, a pincér áll, aki ingyen szolgálja fel számára az italt. Jack arról beszél, hogy nem ő bántotta a fiút, a felesége viszont folyton arra emlékezteti őt, ami régen történt. Egyszer régen ugyanis tényleg bántotta a gyereket, szerinte csak véletlenül. Váratlanul megjelenik Wendy. Az izgatott asszony azt mondja, hogy valaki van még rajtuk kívül a szállodában, egy nő, aki az egyik szobában rátámadt Dannyre, és meg akarta fojtani.
Hallorann telepatikus úton kapcsolatba lép Dannyvel. Maga előtt látja a kisfiú rémült arcát, és a 237-es szoba ajtaját, amint az éppen nyitva van. Ezen az ajtón most Jack lép be. Valóban látható, hogy van még valaki a szobában, a fürdőkádban, függöny mögött. Egy meztelen fiatal nő lép ki a kádból, és Jack felé indul. A férfi átöleli és megcsókolja a nőt. A tükörben azonban meglátja magát: valójában egy öregasszony, zöld hullafoltokkal teli testét szorítja magához. Kihátrál a szobából, de még hallja az öregasszony gúnyos kacagását. Jack azt mondja Wendynek, hogy senki nincs a 237-esben, és szerinte Danny saját magának okozta a sérüléseit. Az asszony azt kéri, hogy a kisfiú miatt menjenek el a szállodából. Torrance erre dührohamot kap, mondván, hogy a felesége már megint csak keresztbe akar tenni neki.
Danny ezalatt újra látja maga előtt a lépcsőről lezúduló vérfolyamot, a fürdőszoba ajtaján pedig a vörössel felírt REDRUM szót. Torrance a folyosón sétál, és Wendy viselkedésén morfondírozik. Zeneszót hall a bár felől, és elindul abba az irányba. A helyiségben éppen bál van, rengeteg vendéggel. Jack ismét italt kér Lloydtól. Az egyik pincér véletlenül leönti avokádóval. A mosdóba mennek, hogy eltüntessék a foltot. Kiderül, hogy a pincért Delbert Gradynek hívják. Torrance-nek rögtön eszébe jut, hogy ő volt az elődje a hotelben. Meg is mondja a férfinak, hogy ő volt itt a gondnok, aki megölte a két gyerekét és a feleségét, majd öngyilkos lett. Grady nem emlékszik semmi ilyesmire, sőt szerinte itt mindig is Jack volt a gondnok. A pincér hirtelen hangnemet vált, és megkérdezi Torrance-től, tud-e arról, hogy Danny egy kívülállót, egy színes bőrűt is be akar vonni az eseményekbe? Azt tanácsolja, hogy Jack „beszélgessen” el a feleségével és a kisfiával, ahogyan annak idején ő is „megfenyítette” a nejét és a gyerekeit.
A bárból való távozás után Jack a folyosón meghallja, hogy őket hívják rádión. Bemegy az irodába, és működésképtelenné teszi a készüléket. Ezalatt az egyre jobban aggódó Hallorann – miután a rossz időjárás miatt nem tudott kapcsolatba lépni a szállodával – úgy dönt, hogy személyesen megy oda. Wendy beszélni akar a férjével, ám Jack éppen nincs az asztala mellett. Kíváncsiságból megnézi, mit írt eddig a férfi, és megdöbbenve látja, hogy ugyanazzal a két mondattal gépelt tele több tucat papírt: „Csak munka, semmi móka. Jack unatkozik.” Észrevétlenül megjelenik a férfi is, és vésztjósló hangon megkérdezi Wendytől, hogy tetszett-e, amit olvasott. Jack viselkedése egyre ijesztőbb, az asszony végül leüti őt a kezében lévő baseballütővel. Az alélt férfit a konyhán keresztül bevonszolja az éléskamrába, és rázárja az ajtót. Torrance hiába fenyegetőzik, hiába könyörög, Wendy nem engedi ki, hanem azt mondja neki, hogy ő és Danny elhagyják a szállodát a terepjáróval. A férfi erre cinikusan megjegyzi, hogy nagy meglepetés fogja érni az asszonyt, nézze csak meg a rádiót és a kocsit. Wendy elrohan megnézni a terepjárót, és az valóban működésképtelen. Jack ezalatt elbóbiskol a kamrában. Kopogásra ébred. Grady az, aki az ajtó túlfeléről enyhe rosszallással megjegyzi, hogy Torrance-nek láthatóan nem sikerült végrehajtania azt, amiről beszéltek. Jack fogadkozik, hogy mindent megtesz, amiről beszéltek, ahogy kiszabadul. Grady szerint most már a „legnagyobb szigor”-ra van szükség. Az ajtó végül kinyílik.

Wendy a fürdőszobában (Shelley Duvall)

Danny mint egy alvajáró közeledik anyja ágya felé, miközben egyre hangosabban ismételgeti a REDRUM szót. Felveszi a konyhakést az éjjeliszekrényről, a fürdőszobaajtóhoz megy, és felírja rá a különös szót. Anyja felébred a kiáltozásra. A tükörben meglátja az ajtóra felírt szót, amelynek megfordítva nagyon is ijesztő értelme van: MURDER (gyilkosság). A következő pillanatban Jack fejszével esik a bezárt bejárati ajtónak. Wendy és Danny a fürdőszobába menekülnek. A helyiség ablakát azonban félig belepte a hó, nem nyílik teljesen, a szűk nyíláson pedig csak a gyerek fér ki. Wendy azt mondja Dannynek, hogy rejtőzzön el az apja elől. Jack szétveri a fürdőszobaajtót, a kétségbeesett Wendy azonban a nála lévő konyhakéssel megsebzi a kezén. Jack azonnal visszavonul, mivel meghallja a közeledő terepjáró hangját. Valaki most érkezik. Hallorann az, gyanútlanul lép be a hotel halljába, ám hiába szólongatja Torrance-éket, senki nem felel. Majd váratlanul Jack ugrik elő az egyik oszlop mögül, és a fejszét teljes erejéből Hallorann mellkasába vágja. Wendy közben Dannyt kezdi keresni, és immár ő maga is látja a szálloda kísérteteit, sőt a lépcsőről lezúduló vérfolyamot is. A gyerek a sövénylabirintusba menekül az apja elől. Megtévesztő nyomokat csinál, és Torrance végül eltéved a labirintusban. Danny és Wendy együtt távoznak a szállodából Hallorann terepjáróján. Jack megfagy a labirintusban. Az immár néptelen szállodában ismét szól a zene: a kamera ráközelít a falon látható képek egyikére, amely az 1921. július 4-i bálon készült. A kép előterében a mosolygó Jack látható.

## Készítése

### A Steadicam
A Ragyogás azon ritka filmek egyike, ahol tulajdonképpen nem a témához választották a technikát, hanem pont fordítva. Stephen King még meg sem írta a regényt, Kubrick pedig javában előző alkotásán, a Barry Lyndonon (1976) dolgozott, amikor a rendező 1974-ben egy demófilmet kapott. A kisfilm egy új kameramozgató eszköz lehetőségeit mutatta be. Kubrickot rendkívül fellelkesítette az anyag, amely olyan képsorokat tartalmazott, melyeket addig „lehetetlen felvételek”-ként tartottak számon. Az állandó mozgásban lévő kamera úgy lebegett a térben, mintha semmi sem irányította volna. A rendező mindig is sokat foglalkozott a kameramozgásokkal, érthető, hogy az új lehetőségek lázba hozták. Haladéktalanul válaszolt a küldeményre, és a technika megvásárlásáról érdeklődött. Ugyanakkor igazi szakemberként felhívta a figyelmet néhány árulkodó árnyékra, melyek leleplezhették volna az eljárás titkát. A Steadicam Garrett Brown találmánya volt, és valóban alapjaiban változtatta meg az operatőri munkát. Kubrick a következő filmjében természetesen szerette volna használni az új technikát, de sokáig nem talált olyan témát, ami felkeltette volna az érdeklődését.

### Kubrick és Stephen King
Stephen King 1977-ben megjelent regényét, A ragyogást a Warner Bros. egyik igazgatója, John Calley küldte el Kubricknak, aki évek óta Angliában élt és dolgozott. Calley tudta, hogy Kubrick érdeklődik a paranormális jelenségek iránt. Nem tévedett, a rendezőnek tetszett a könyv, és úgy döntött, ebből készíti el a következő filmjét. Nem volt mellékes szempont az sem, hogy a történet kitűnő lehetőséget teremtett a Steadicam használatára is. Stephen King rendkívül megtisztelőnek találta, hogy egy olyan kiváló rendező fogja megfilmesíteni a könyvét, mint Kubrick, az együttműködést azonban nem úgy képzelte, mint ahogyan arra aztán sor került. Kubrick ugyanis egyáltalán nem volt a híve annak, hogy az eredeti szerző írjon forgatókönyvet a saját regényéből, ezért el sem olvasta azt a forgatókönyvet, amit King írt a Warnernek. Úgy döntött, a maga képére formálja King bestsellerjét, a forgatókönyv megírásához pedig Diane Johnson írónőt kérte fel közreműködésre. Johnson a gótikus regények nagy szakértője volt, ebben a témában tartott előadásokat a Berkeley Egyetemen. Kubrick persze nem mondott le teljesen King segítségéről sem, de főleg filozófiai kérdésekkel kereste meg, melyek a cselekményre és a szereplők motivációira vonatkoztak. A munkamániás rendező a leglehetetlenebb időpontokban hívta fel az írót. Egyszer például hajnali háromkor telefonált, hogy megkérdezze, King vajon hisz-e Istenben. Többnyire azonban kora reggel hívta az írót, fél 8 körüli időpontokban. Ilyesfajta kérdései voltak: „Jól gondolom, hogy a szellemjárás koncepciója alapvetően optimista idea? A kísértethit végtére is feltételezi a halál utáni életet. Ez pedig vidám gondolat, nem igaz?” King logikusnak találta ezt a gondolatmenetet, majd visszakérdezett: „De mi van a pokollal?” A válasz ez volt: „Nem hiszek a pokolban.” Tulajdonképpen már filozófiai síkon megmutatkoztak a köztük lévő nézetkülönbségek. King szerint Kubrick nem hitt a szellemekben, ezért gondolhatta optimistának a kísértettémát, és hihette azt, hogy Torrance számára lényegében happy enddel zárul a történet, mert örökre gondnok marad. Az író felfogása szerint viszont a szellem elátkozott lélek.
King a bemutató után többször is hangot adott a filmmel kapcsolatos nemtetszésének. Írói hiúságát valószínűleg kevéssé legyezgette, hogy Kubrick nem vonta be őt a forgatókönyv megírásába, nem vette figyelembe a színészválasztással kapcsolatos kifogásait, és számos ponton eltért az eredeti regénytől. Az eltérések egy részét a technikai szükségszerűség diktálta. A regényben szereplő állat formájú bokrok, melyek önálló életre kelnek és változtatják alakjukat, például azért maradtak ki a filmből, mert Kubrick úgy ítélte meg, hogy a rendelkezésére álló technikai eszközökkel nem tudná hihetően bemutatni ezeket az átalakulásokat, ezért inkább lemondott róluk. Helyettük egy hatalmas, bonyolult alaprajzú sövénylabirintust tervezett, a bezártság és a kiszabadulás metaforáját. A hihetőség egyébként is Kubrick vesszőparipája volt: mellőzni akart minden olyan cselekményfordulatot és képi megoldást, ami irreális vagy sablonos lett volna. Ezért változtatta meg például a regény befejezését is, mert szerinte az hagyományos megoldás, hogy a „rossz ház” porig ég. Mellőzte a horrorfilmek megszokott kliséit is – nyikorgó ajtók, csontvázak stb. –, és ragaszkodott a természetes fényviszonyokat idéző megvilágításhoz a horrorokban megszokott melodramatikus fényhatások helyett.

### Variációk a befejezésre
Ami a mű befejezését illeti, Kubrick ugyan elvetette King változatát, de nem tudott helyette rögtön jobbat mondani. Egy korai variáció szerint a film azzal ért volna véget, hogy Jack hátulról Wendyre támad, az asszony pedig gyomron szúrja őt a konyhakéssel. Utána kirohan, mert meghallja Hallorann terepjárójának érkezését. Danny víziójában azonban a néger férfi is megőrül, és meg akarja ölni őt és Wendyt. A kisfiúnak a pszichikus erejével sikerül egy pillanatra megállítania Hallorannt, és ez az idő elegendő Wendynek arra, hogy megkéselje a férfit. Anya és fia ezután távoznak a terepjárón. Jack íróasztalán ottmarad egy füzet, benne egy fotóval az 1919-es ünnepségről, melyen Jack is látható. Egy férfikéz becsukja az albumot, és elviszi. A „Vége” felirat előtt az alábbi inzert jelenik meg: „A Szépkilátás Hotel mint már annyiszor, túléli a tragédiát. Ma is nyitva tart minden évben május 20. és szeptember 20. között.”
Egy másik lehetséges befejezést Kubrick Kinggel is megbeszélt. Eszerint a Torrance család kedélyesen falatozik a szálló ebédlőjében, mialatt az igazgató az új gondnokot és annak családját fogadja. Amikor belépnek az ebédlőbe, keresztülnéznek Torrance-éken, akik szintén láthatatlan szellemekké váltak. King saját állítása szerint elfogadta, hogy Kubrick eltér a regény befejezésétől, ugyanakkor úgy vélte, a javasolt változat nem elég hatásos, a közönség becsapva érezné magát. A rendező végül egy harmadik verzió szerint fejezte be a filmet. Ebben a szállodaigazgató meglátogatja Wendyt a kórházban, ahol Danny a váróban játszik. Az igazgató azt mondja az asszonynak, hogy Jack holttestét nem találták meg. Távozásakor egy labdát ad Dannynek: ugyanazt a labdát, ami titokzatos módon gurult a kisfiú elé, mielőtt belépett volna a 237-es szobába. Ullman nevetve távozik, a kisfiú látomásában pedig újra megjelenik a Szépkilátás Hotel. Öt nappal a premier után, 1980. május 28-án Kubrick elrendelte, hogy ezt a zárójelenetet azonnal vágják ki a filmből. Döntését azzal indokolta, hogy a londoni elővetítéseken látta, mennyire izgatottak lettek a nézők a film csúcspontján, ezért úgy döntött, még sincs szükség a zárójelenetre. Az alternatív befejezés még extraként sem került rá az évtizedekkel későbbi DVD-kiadásra.

### A színészválasztás

#### Jack Nicholson
Kubrick már a Szelíd motorosok (1969) megtekintése után elhatározta, hogy filmet fog csinálni Jack Nicholsonnal, akinek a karrierje az említett produkcióval kezdett igazán felfelé ívelni. A közös munkára való hajlandóság kölcsönös volt, ráadásul Nicholson pályája során többször bebizonyította, hogy kiválóan tud együttműködni nehéz természetűnek tartott rendezőkkel, mint például Roman Polańskival (Kínai negyed) vagy Michelangelo Antonionival (Foglalkozása: riporter). Kubrick a legendás hadvezér, Napóleon szerepét szánta a színésznek, a projekt azonban sohasem valósult meg. Állítólag eleinte a rendező sem igyekezett a téma feldolgozásával, hogy Nicholson szépen „hozzáöregedjen” a szerephez, később pedig egyéb filmtervei miatt tette félre a Napóleon-produkció ötletét. A Ragyogás kitűnő alkalmat jelentett a közös munkára, csupán azt kellett megvárni, míg Jack befejezi az Irány délre! (1978) című filmjének a rendezését. Stephen King megpróbálta lebeszélni Kubrickot arról, hogy Nicholsonnak adja a szerepet. Szerinte ugyanis a történet hatásossága javarészt abban rejlett, hogy egy kezdetben teljesen normális ember válik fokozatosan őrültté, Nicholson viszont a legkevésbé sem az átlagember típusát testesíti meg. A szerző jobban szerette volna, ha Michael Moriarty, Jon Voight vagy Jack Palance kapja meg Torrance szerepét. A premier után számos rajongó egyetértett King kifogásaival: szerintük Nicholsonon az első perctől kezdve látható, hogy őrült, ezért a fordulatok kevés valódi meglepetést jelentettek.
Nicholson nem csupán eljátszotta Jack Torrance szerepét, hanem aktívan részt vett a figura jellemének kialakításában is. Wendy és Jack egyik fontos jelenetét például a színész találta ki. Ebben az epizódban az asszony megzavarja gépelés közben a férjét, aki rendkívül ingerülten beszél vele. Nicholson azt állította, hogy a jelenetet saját életéből vette át: régebben ugyanis megtörtént vele, hogy nappal forgatott, éjszakánként pedig egy új filmet írt a szobájában, akkori felesége, Sandra Knight pedig megzavarta őt az írásban. Az ingerült művész azt mondta a nejének, hogy azért, mert a nő éppen nem hallja az írógép zaját, ő még dolgozik. Az esetet Nicholson elmesélte Kubricknak, és ennek alapján dolgozták ki a filmbeli szituációt. A színész ötlete volt az is, hogy az unatkozó Torrance a szálló halljában egy teniszlabdával dobálja a falat, az eredeti forgatókönyvben ugyanis csak annyi szerepelt ennél a jelenetnél, hogy „Jack nem dolgozik”. A felvétel azonban a labda kiszámíthatatlan pattogása miatt több napot vett igénybe. Nicholson a többieknél jobban viselte a jelenetek sokszori megismétlét, csupán az nem tetszett neki, hogy Kubrick a helyes megvilágításhoz szükséges beállítások esetében is ragaszkodott a színészek személyes jelenlétéhez. A rendező munkamódszere egyébként az energikus filmsztárt is egy idő után kimerítette. Akkori élettársa, Anjelica Huston nem sokkal a forgatás megkezdése után odaköltözött a Nicholson számára bérelt házba. Visszaemlékezései szerint gyakran megesett, hogy Jack csak este 10 körül ért haza, és rögtön fáradtan az ágyba dőlt. Később Nicholson kiállt Kubrick módszerei mellett. Azt nyilatkozta, hogy a rendező maximalizmusáról szóló híradások java erős túlzás, szerinte egyszerűen csak Kubrick testesíti meg azt, hogy valójában mennyi időt igényel egy-egy film elkészítése. Sok más rendező ugyanis inkább elkerüli a felmerülő nehézségeket, akár a produkció minőségének rovására is.

#### Shelley Duvall
Wendy szerepére Kubrick Shelley Duvallt szerződtette, aki Robert Altman Három nő (1977) című rendhagyó drámájában nyújtott alakításával hívta fel magára a figyelmet. Stephen King Nicholsonhoz hasonlóan Duvall szerepeltetését is tévedésnek tartotta, mert ő egyáltalán nem ilyennek írta meg Wendyt. Szerinte a regény hősnője egy olyan szőkeség, aki addigi élete során még soha nem került szembe valóban súlyos problémákkal, ezért is döbbenetes az, amin a Szépkilátás Hotelben keresztülmegy. Shelley Duvall azonban szemmel láthatóan érzelmileg rendkívül sebezhető személyiség, és egész lénye azt sugallja, hogy már a hotelbe érkezése előtt számos megrázkódtatás érte, ez pedig pont az ellentéte annak, ahogyan King a figurát elképzelte.
Kubrick különös és bizonyos értelemben kegyetlen módon bánt a színésznővel, hogy az általa elvárt alakításra sarkallja őt. Nicholsonnal közvetlen volt és figyelmes, Duvall-lal szemben azonban folyton az elégedetlenségét hangoztatta, azt éreztette vele, hogy a színésznő nem azt nyújtja, amit elvár tőle. Az egyik jelenetet állítólag 127-szer ismételtette meg vele. Gyakran mondogatta neki, hogy „Shelley, ez így nem jó. Meddig várjunk, hogy rendesen megcsináld?” E különös módszer célja az volt, hogy valóban idegessé és zaklatottá tegye a színésznőt, és ezek a valóságos érzelmi reakciók jelenjenek meg az alakításában. Duvall később elismerte, hogy Kubrick viselkedése tulajdonképpen helyénvaló volt, mert az állandó lélektani nyomás még többet hozott ki belőle. Pedig igazából ez a módszer már forgatás közben sem funkcionált úgy, ahogyan a rendező szerette volna. Egyrészt az örökös stressz fizikai panaszokat okozott Duvallnál: egy ízben forgatás közben rosszul lett, és le kellett fektetni. Kubrick erre úgy reagált, hogy szerinte a túlzott figyelmesség, amelyet a színésznő a stábtagoktól kapott, egyáltalán nem segített neki Wendy zaklatott lelkiállapotának megragadásában. Másrészt a Duvallnál bekövetkezett lelki labilitás miatt a színésznő elveszítette művészi önkontrollját, és időnként maga a rendező is úgy érezte, hogy túljátssza a szerepet, például abban a jelenetben, amelyben bezárkózik Jack elől a fürdőszobába. Hogy Kubrick módszere tulajdonképpen nem hozta meg a kívánt eredményt, részben az is jelzi, hogy Duvallt a legrosszabb női főszereplőnek járó Arany Málna díjra jelölték a Ragyogásban nyújtott alakításáért. 2022-ben a díj alapítványi elnöksége úgy döntött, utólag törlik a szerepét időnként hisztérikusan túljátszó színésznő jelölését, mert egyértelműen bebizonyosodott, hogy Kubrick kergette őt az idegösszeomlás szélére.

#### A többi szereplő
Danny szerepére Kubrick eredetileg a Harmadik típusú találkozások (1977) gyerekszereplőjét, Cary Guffey-t szemelte ki. A kisfiú szülei azonban visszautasították a felkérést, miután megtudták, milyen jellegű filmről van szó. Végül Danny Lloyd kapta a szerepet. A kisfiúnak semmiféle színjátszási gyakorlata nem volt. A rendező rendkívül figyelmesen bánt vele, és olyan ügyesen irányította, hogy Dannynek állítólag fogalma sem volt arról, hogy tulajdonképpen egy horrorfilmben játszik. Danny Lloyd a Ragyogás után már csak egy filmben szerepelt.
Scatman Crothers Jack Nicholson közbenjárására kapta meg Hallorann szerepét: a két színész együtt játszott Miloš Forman Száll a kakukk fészkére (1975) című nagy sikerű filmdrámájában, a magánéletben pedig jó barátok voltak. A forgatás az idős színész számára ugyancsak nagy megpróbáltatást jelentett. Kubrick 120-szor vette fel azt a jelenetet, amelyben a kamera egyszerűen csak ráközelít Crothers arcára, miközben a figura éppen „ragyog”. A sok ismétlés magyarázata az volt, hogy a rendező nem volt elégedett a színész arckifejezésével. Hallorann halálának jelenetét Kubrick 70-szer akarta felvenni, hogy egyrészt tökéletesítse a színészi játékot, másrészt többféle megoldást kipróbáljon ebben a jelenetben. Végül a 40. ismétlés után Nicholson szót emelt az idős kolléga érdekében, és további ismétlésekre nem került sor. Mindazonáltal Crothers nem bírta az idegfeszültséget, egy ízben összeomlott, és elsírta magát.
Lloyd szerepét Harry Dean Stantonnak szánták, ő azonban egy másik horror, A nyolcadik utas: a Halál (1979) forgatása miatt nem tudta elvállalni a munkát. A statiszták között volt Kubrick lánya, Vivian is, aki a báli jelenetben látható. (A leány egyébként werkfilmet készített a Ragyogás forgatásáról, mely a 2002-es DVD-n extraként szerepel.) A 237-es szobában játszódó jelenetben az idős nőt Billie Gibson, a fiatalt Lia Beldam alakította. Egyikőjük sem szerepelt később más filmben. Billie Gibsonról az a valótlan pletyka terjedt el, hogy valójában Ann Gibsonnal, a híres filmsztár, Mel Gibson édesanyjával azonos.

### Forgatási nehézségek
Kubrick úgy döntött, hogy az általános szokásokkal ellentétben időrendben forgatja le a filmet, ami azt jelentette, hogy a forgatás kezdetére minden díszletet meg kellett építeni, hiszen egy-egy helyszín többször is szerepelt a cselekmény során. A Szépkilátás Hotel bejárati oldala valójában az Oregon állambeli Timberline Lodge épülete, a hátsó frontot azonban stúdióban építették meg, akárcsak a belső tereket. A Timberline vezetősége azt kérte Kubricktól, hogy a filmbeli rejtélyes szoba száma a regénnyel ellentétben ne 217-es legyen, mert attól féltek, hogy vendégeik nem szállnának meg többé abban a szobában. A rendező eleget tett a kérésnek, 237-re változtatta a szobaszámot, mert a Timberline-ben nem volt 237-es szoba. A Szépkilátás Hotel belső tereit az Amerikai Egyesült Államok Yosemite Nemzeti Parkjában található Ahwahnee Hotel belseje alapján tervezték. A hasonlóság állítólag annyira tökéletes, hogy a szóbeszéd szerint az Ahwahnee vendégei meg szokták kérdezni, hogy ez volt-e a filmbéli szálloda? Természetesen nem, a belsőket ugyanis a londoni Elstree Studiosban építették fel. A stúdió szabadtéri területének egy részét 10 esztendeig egy utcadíszlet foglalta el, melyet Kubrick kedvéért teljesen leromboltak, hogy megépítsék a Szépkilátás Hotel hátsó frontját és a sövénylabirintust. A forgatás során hihetetlen igénybevételt jelentett a hőség, ami 40 fok körül járt a reflektorok miatt, melyekkel a rendező és az operatőr nemcsak szimulálni akarták a napfényt, hanem meg is kétszerezni az erejét. A nagy hőség miatt azonban a hall berendezése meggyulladt. Szerencsére ekkor már minden olyan jelenetet leforgattak, ami itt játszódott. A díszletet egy magasabb mennyezettel újraépítették. Később ugyanezt a helyszínt használta Steven Spielberg is Az elveszett frigyláda fosztogatói (1981) című kalandfilmjének abban a jelenetében, amelyik a kígyókkal teli Lelkek kútjában játszódik, természetesen a kalandfilm igényeinek megfelelően rendezve át a terepet.
Kubrick 1,37:1 képarányban tervezte meg a filmet, ami nem volt éppen mozibarát megoldás, mivel a szélesvászonnál többnyire megszokott 1,85:1 képarányt csak úgy lehetett elérni, hogy a képmező alsó és felső sávjának egy részét kitakarták. Ugyanakkor később a tévés, a VHS- és a DVD-változatok esetében az eredeti képarány miatt nem volt szükség a takarásra. Noha az operatőr John Alcott volt, a Steadicam használatához Kubrick Garrett Brown közreműködésére is igényt tartott. Szó volt már arról, hogy a rendezőnek mennyire fontos volt a hihetőség, ezért szerette volna elkerülni, hogy a Steadicammel felvett képsorok túlságosan „kilógjanak” a filmből. Éppen ezért felületes szemlélők úgy gondolják, az új technikát csak akkor használták, amikor a kamera a bicikliző Dannyt követte a folyosókon, illetve a labirintusban játszódó epizódoknál. Valójában ezeknél jóval többször használták a Steadicamet, de Kubrick úgy tervezte meg a kameramozgásokat, hogy a Steadicammel felvett képsorok elejét vagy végét hagyományos kamerával készített képsorokhoz illesztette. Garrett Brown egyébként egy speciális széket konstruált azon folyosói jelenetek felvételeihez, melyekben a kamera különösen alacsonyan mozgott.
Nemcsak a színészek, hanem a technikai személyzet is megtapasztalhatta Kubrick maximalista módszereit. Számtalanszor fel kellett venni az emeletről lezúduló vérfolyam jelenetét, mert Kubrick minden egyes alkalommal ezt mondta:„Nem jó, nem úgy hat, mint az igazi vér.” A technikusok ettől nem lettek sokkal okosabbak, mert nem derült ki egyértelműen, hogy a folyadék színe vagy sűrűsége jelenti-e a problémát. Körülbelül 10 naponként ismételték meg a felvételt, mert ennyi ideig tartott újra berendezni a helyszínt. Állítólag a forgatás teljes időtartama alatt kísérleteztek a felvétellel, míg végül Kubrick kiválasztotta az egyik képsort. A film előzetesében csak ez a jelenet volt látható: az üres előcsarnok, amelybe hirtelen lezúdul a vérfolyam. Az MPAA (az amerikai cenzúrabizottság) akkoriban viszont nem engedélyezte, hogy a filmelőzetesekben vért mutassanak. Kubrick ezért azt állította, hogy a jelenetben tulajdonképpen rozsdás víz látható.

## Érdekességek
- Stephen King azt nyilatkozta, hogy a regény címe a Plastic Ono Band Instant Karma című dalának egyik sorából származik: „We all shine on”. A dal szerzője: John Lennon.
- A megfelelő hangulat megteremtéséhez Kubrick azt kérte a stábtól, hogy tekintsék meg a Radírfej (1977) című David Lynch-filmet.
- A forgatókönyvet olyan sokszor írták át menet közben, hogy Jack Nicholson végül már csak közvetlenül egy-egy jelenet forgatása előtt olvasta el a szövegét.
- Wendy Carlos és Rachel Elkind elektronikus kísérőzenét írtak a filmhez, ám Kubrick azt szinte teljesen mellőzte, inkább klasszikus zenét használt, például Bartók Béla Zene húros hangszerekre, ütőkre és cselesztára című művének 3. tételét és Ligeti György Lontano című zeneművét. Jogi akadályok miatt az eredeti, fel nem használt filmzene csak 2005-ben jelent meg CD-n.
- Amikor Wendy reggelit visz az ágyba a férjének, a tükörben látható, hogy Jack pólóján a „Stovington” felirat van. A filmben erre nincs magyarázat, a regényben viszont így hívták az iskolát, amelyben Torrance tanított.
- A film, amelyet Wendy és Danny a hétfői nap elején a tévében néznek, a Kamaszkorom legszebb nyara (1971).
- A piros fürdőszobát, ahol Jack és Grady először beszélgetnek, egy arizonai hotel mosdója alapján tervezték és építették.
- A könyvvel ellentétben a Szépkilátás Hotel korábbi gondnokát kétféle keresztnévvel is említik: Charles Grady és Delbert Grady. Charles volt az, aki kiirtotta a családját 1970-ben, Delbert pedig pincér volt az 1921-es ünnepségen. A két személy valójában ugyanaz, a két név használatával állítólag csak azt akarták jelezni, hogy Grady éppúgy kétszer fordult meg a hotelben, mint Jack.
- Mindegyik jelenetben, amelyikben Jack egy szellemmel beszélget, a berendezésnek része egy tükör is. Egyetlen kivétel az éléskamrában játszódó epizód, amikor Torrance Gradyvel beszélget: itt viszont Grady sem látható, csak a hangját halljuk az ajtó túlsó feléről.
- A báli jelenetben Kubrick azt mondta a statisztáknak, hogy mozgassák a szájukat, mintha beszélnének, de ne mozgassák a fejüket.
- Jack készülő könyve valójában csak egyetlen mondatot tartalmaz számtalanszor leírva: „All work and no play makes Jack a dull boy” (a magyar változatban: „Csak munka, semmi móka. Jack unatkozik.”). A nagyobb országok számára Kubrick más-más mondatot használt. Az olasz verzió szövege: „Il mattino ha l' oro in bocca” (szabad fordításban: „Ki korán kel, aranyat lel.”). A német változat: „Was Du heute kannst besorgen, das verschiebe nicht auf Morgen” (szabad fordításban: „Amit ma megtehetsz, ne halaszd holnapra!”). A spanyol változat: „No por mucho madrugar amanece más temprano” (szabad fordításban: „Azért, mert korán felkelsz, még nem fog hamarabb pirkadni.”). A francia verzió: „Un 'Tiens' vaut mieux que deux 'Tu l'auras” (szabad fordításban: „Jobb ma egy veréb, mint holnap egy túzok.”).
- Az egyik jelenetben Danny összesen 43-szor ismétli el a REDRUM szót, mielőtt anyja felébredne, illetve apjuk rájuk törné a szobaajtót.
- Jack híres mondata a fürdőszobai jelenetben – „Here’s Johnny!” (Itt van Johnny!) – valójában az NBC hosszú életű, késő esti show-műsorából, a The Tonight Show Starring Johnny Carsonból származik: a műsorvezető Ed McMahon e szavakkal konferálta be a program sztárját, Johnny Carsont. Carson később egy jubileumi megemlékezés alkalmával felhasználta a Ragyogás idevonatkozó jelenetét Nicholsonnal. A filmbeli mondat egyébként az Amerikai Filmintézet 100 legemlékezetesebb filmes szállóigéi között a 68. helyen szerepel, a Premiere filmmagazin hasonló listáján pedig a 36. helyet foglalja el.
- A fürdőszobaajtót a díszletmunkások eleve úgy készítették el, hogy viszonylag könnyen betörhető legyen. Jack Nicholson mint egykori önkéntes tűzoltó azonban túl könnyen betörte az ajtót, ezért mégiscsak egy erősebbet kellett készíteni.
- Hallorann halálának jelenete eredetileg hosszabb és véresebb volt. Jack hátulról vágja a fejszét Hallorann fejébe, mire a színes bőrű férfi felüvölt. Torrance ezután a gerinc alsó tájékán állítja a fejszét az áldozatába, majd még egyszer a hátába vágja. Hallorann háttal a földre zuhan. Torrance ekkor egészen addig üti a fejszével, míg valami zajt hall, mire otthagyja az áldozatát.
- A film végén a sövénylabirintusban a „havat” só és Styrofoam (hőszigeteléshez használt polisztirol hab) kombinálásával állították elő.
- Ridley Scott a Szárnyas fejvadász (1982) eredeti változatának optimista befejezéséhez felhasznált néhány képkockát a Ragyogás elejéről, amikor Torrance-ék Volkswagenje megindul a Szépkilátás Hotelbe.
- Az amerikai premier Scatman Crothers 70. születésnapján volt.
- A film amerikai változata közel fél órával hosszabb, mint a nemzetközi változat. Kubrick több jelenetet feleslegesnek ítélt, ezért vágta ki a külföldi piacra szánt verzióból. Kivágott például egy orvosi jelenetet is, ugyanakkor azonban a doktornő szerepét játszó Anne Jackson neve megmaradt a stáblistán, holott a nemzetközi változatban nem látható.
- Noha a Ragyogás számos negatív kritikát kapott, igen hamar behozta a gyártási költségeket, és Kubrick kereskedelmileg legsikeresebb filmjének számít.
- Az Entertainment Weekly listáján a Ragyogás minden idők 9. legijesztőbb filmje.
- 1997-ben Mick Garris háromrészes tévésorozatot forgatott a regény alapján, Steven Weber, Rebecca De Mornay, Courtland Mead és Melvin Van Peebles főszereplésével. Ez az adaptáció hűséges volt a regényhez, tökéletesen megfelelt King elképzeléseinek a szereplőket illetően, fogadtatása mégsem volt jobb, mint Kubrick alkotásának. Garris egyébként korábban más King-regényeket is megfilmesített.
- Részben a Ragyogást, részben egyéb rémfilmeket idéz fel a Massive Attack együttes Karmacoma c. dalának videóklipje.

## Bakik
Bármilyen aprólékossággal készült a Ragyogás, mégsem lett mentes a hibáktól. A következő lista a legfeltűnőbbnek tartott bakikból sorol fel néhányat.
- A film legelején, amikor Jack kocsijával a Hotel felé tart, az egyik snittnél a kép jobb alsó sarkában látszik a helikopter árnyéka, amivel a jelenetet felvették.
- Szintén a film elején a Szépkilátás Hotelről mutatott totálképen nem látható a sövénylabirintus, noha később az derül ki, hogy nagyon közel van a szállóhoz. Ugyanakkor a kép tetején valamelyest látni lehet a helikopter forgó légcsavarját.
- Mikor Jack megérkezik a hotel lobbijába, az igazgató megkérdezi: "Behozták a csomagjait?", mire Jack rámutat a bejárat előtt lévő, meglehetősen nagy kupac csomagra. Viszont annyi csomag hogyan férhetett bele a kis bogárhátú autójába, amivel érkezett?
- Amikor Jack a film elején az állásinterjún vesz részt, az irodában, az ajtó jobb oldala mellett nincs villanykapcsoló. Később, amikor gondnokként ugyanebbe a helyiségbe lép be, hogy tönkretegye a rádiót, a jelzett helyen villanykapcsoló látható.
- Az állásinterjú alatt Stuart Ullman igazgató névjegykártyája előtte van az íróasztalon. A film későbbi részében, amikor Wendy ugyanebből a helyiségből rádiókapcsolatot létesít a külvilággal, a névtábla nincs az asztalon, ám amikor Jack tönkreteszi a készüléket, a névtábla ismét a helyén látható.
- Az igazgató szerint a Szépkilátás Hotel környékében a síelés nem lehetséges. Tévedett, ugyanis a totálképen, a szállótól balra lévő erdős területen egy sífelvonó látható, persze nem tökéletesen.
- Wendy és Danny első jelenetében a gyerek egy szendvicset eszik. Snittenként változó, hogy mekkora darab hiányzik a kenyérből, de teljesen valószerűtlen, hogy a lassan evő gyerek e rövid váltások közben ilyen sokat evett volna a szendvicsből.
- Az első alkalommal jól látható, hogy Jack kis fehér írógépet használ. Később, amikor újra látjuk őt gépelni, már egy nagyobb, kék színű írógépe van.
- Amikor Jack és Danny a férfi ágyánál beszélgetnek, Torrance bal kezének helyzete snittenként változik: hol a teste mellett van, hol pedig a kisfiú vállán.
- Amikor Danny felé gurul a labda a folyosón, a szőnyegre tett játékautóinak helyzete nem állandó a képváltások során, ráadásul még a szőnyeg is tükröződik.
- Miközben Wendy az írógép előtt ülő Jack-kel beszélget, a férfi mögött látható, falnak támasztott szék snittenként hol megjelenik, hol eltűnik.
- Miközben Jack a bárpincér Lloyddal beszélget, a kezében lévő whiskysüvegben váltakozik az ital szintje. Ugyanekkor két snitten Jack whiskyspoharában jég is van, a következő snitten viszont az már elolvadt a pohárban.
- A sövénylabirintus térképe és a szállodában található modellje nem egyezik a labirintus igazi mintájával.
- Az e korabeli tévék általában földi antennával és kábellel is rendelkeztek. Viszont a Torrancék szobájában lévő tévé egyikkel sem rendelkezik.
- A báltermi epizód alatt a Midnight, the Stars, and You című dal szól, amely azonban csak 1932-ben született meg, holott a jelenet 11 évvel korábban játszódik.
- Hogy Lloyd, a pincér most valóban egy igazi, élő ember, vagy csak egy szellem vagy Jack zavarodott képzeletének szüleménye, az még vitatott. Mikor Jack kikéri magának a whiskyt, Wendy utána fut a bárba, hogy figyelmeztesse a férjét. Azonban addigra Lloyd az összes itallal együtt eltűnt a bárból.
- Jack bourbon whiskyt rendelt Lloydtól. Ő viszont Jack Daniel's whiskyt szolgált fel neki, ami kifejezetten nem bourbon.
- Amikor a férfimosdóban Jack és Grady beszélgetnek, Grady leteszi a tálcát a mosdókhoz. A tálca helyzete azonban a jelenet során változik: hol a 2. és a 3. hol a 3. és a 4. csap között látható.
- Egymásnak ellentmondva beszélnek a szereplők Jack alkoholista múltjáról. A film elején Wendy azt mondja, hogy Jack 5 hónapja nem ivott, amióta Dannyt bántotta. Egy hónappal később, amikor Jack és Lloyd beszélgetnek a bárban, Torrance szintén azt mondja a pincérnek, hogy 5 hónapja nem ivott, holott valójában akkor már 6 hónapról lenne szó. Ráadásul pár perccel később Torrance azon méltatlankodik, hogy a felesége folyton felhánytorgatja, hogy bántotta a gyereket, holott állítása szerint annak már három éve!
- Mikor Wendy az éléskamrába hurcolja kiütött férjét, a falon lévő konyhakések száma változik.
- Néhány snitten, amikor Jack a folyosón halad végig, jól látható a tükörképe az első kettő tükörben, viszont a harmadikon már hiányzik. Ugyanez a helyzet Wendy-vel is: mielőtt még észrevenné a REDRUM szó fordított jelentését, a mellette lévő tükörben nem jelenik meg a tükörképe.
- Amikor Wendy a fürdőszobába menekül Jack elől, az ágy melletti lámpaernyő ferdén áll. Néhány pillanat múlva, amikor a férfi fejszével esik a bezárt fürdőszobaajtónak, a lámpaernyő már egyenes.
- Amikor Wendy és Danny a fürdőszobaablakon át megpróbálnak elmenekülni, belülről azt látjuk, hogy hó halmozódott fel az ablak előtt. Amikor az ablakot kívülről is látjuk, miután Danny kimászott rajta, nem lehet havat látni a fürdőszobaablak előtt.
- Jack fejszével esik a fürdőszoba ajtajának: egy panelt hasít ki belőle, és azt mondja: „Itt van Johnny.” Amikor azonban meghallja az érkező terepjáró hangját, megfordul. Ekkor már azt látjuk, hogy még két panel hiányzik az ajtóból.
- Noha Jack fagyos időben üldözi Dannyt a labirintusban, egyikőjük lélegzete sem látszik, holott abban a hidegben látszódnia kéne.

## Magyar kritikai visszhang
„S noha a regény – Shining, úgyszintén –, amelyből a film született, kísértetekről és szellemekről beszél, megelevenedő bokrokról, egy elhagyatott hotel labirintusszerűen kígyózó folyosóin kóborló alakokról, egyfajta gonosz memóriáról, amelyet e hotel falai őriznek »örökkön-örökké«, Kubrick fantáziáját mindebből egyetlen szó ragadja meg: a GONOSZ. Amely nem kívülről kúszik, lopódzik felénk – nevetséges is lenne –, hanem belülről, a lelkünk legmélyéről kinyúlva ragadja meg váratlanul az üstökünket, hogy lerántson saját feneketlen mélységébe, ahol fogságban is tarthat – ha csak egyszer is megragadott – ott, ahol mindig is raboskodtunk: saját szellemünk – értsd: gyarlóságunk – börtönében. »Örökkön-örökké.« […] A leggyakoribb értelmezések a filmet az őrület kifejlődésének pszichológiailag pontos, nagy művészi invencióval megvalósított ábrázolásaként kezelik. Valamint a szorongató félelelem intenzív jelenléte okán megkísérlik egy műfaji kategóriába beilleszteni a Shining-t, könnyen megfeledkezve attól, hogy az erőszak, a horror, amely mégiscsak – de még mennyire! – jelen van a film képszerkezetében – és micsoda, a szokásostól és a várttól elütő képszerkezet ez, a lassúnak tűnő vágásokkal és a képek precízen kiegyensúlyozott komponáltságával! –, az egyetlen lehetséges foglalata a Gonosznak, amely saját álcázása érdekében többnyire az őrület képében engedi látni magát.”

(Janisch Attila kritikája. In: Filmvilág 1995/5, 28–33. oldal)

## Főszereplők
| Szereplő                              | Színész          | Magyar hang         |
| ------------------------------------- | ---------------- | ------------------- |
| Jack Torrance                         | Jack Nicholson   | Király Attila       |
| Wendy Torrance                        | Shelley Duvall   | Kisfalvi Krisztina  |
| Danny Torrance                        | Danny Lloyd      | Kovács András Bátor |
| Dick Hallorann                        | Scatman Crothers | Németh Gábor        |
| Stuart Ullman                         | Barry Nelson     | Kassai Károly       |
| Delbert Grady                         | Philip Stone     | Várkonyi András     |
| Lloyd, a bárpincér                    | Joe Turkel       |                     |
| doktornő                              | Anne Jackson     | Kocsis Mariann      |
| Larry Durkin                          | Tony Burton      |                     |
| fiatal nő a fürdőszobában             | Lia Beldam       |                     |
| öreg nő a fürdőszobában               | Billie Gibson    |                     |
| Bill Watson                           | Barry Dennen     |                     |
| További magyar hangok                 |                  |                     |
| Bor László, Penke Bence, Tokaji Csaba |                  |                     |

A szinkron az HBO megbízásából készült 2022-ben.

## A folytatás
Stephen King 2012-ben bejelentette, hogy elkezdett dolgozni a regény folytatásán, amely a felnőtté vált Danny Torrance életét helyezi a középpontba. A fiúnak ismét szembe kell szállnia a természetfelettivel, miközben egy kislány, Abra is megjelenik a történetben. Apjához hasonlóan Danny is küzd a saját démonaival: alkoholizmusával és gyakorta agresszív természetével.
King mesélt a helyszínről is, ami elmondása szerint az első részhez tér vissza, hiszen "végül minden és mindenki hazatér".
Az Álom doktor (Doctor Sleep) 2013 szeptemberében jelent meg külföldön. 2019-ben hasonló címmel megfilmesítették, Mike Flanagan rendezésében.

## Díjak és jelölések

### Arany Málna díj
- 1981 jelölés Stanley Kubrick (legrosszabb rendező)
- 1981 jelölés Shelley Duvall (legrosszabb női főszereplő)[13]

### Szaturnusz-díj
- 1981 díj Scatman Crothers (legjobb mellékszereplő)
- 1981 jelölés Legjobb horrorfilm
- 1981 jelölés Stanley Kubrick (legjobb rendező)
- 1981 jelölés Bartók Béla (legjobb zene)